# Loxoblemmus globiceps
Loxoblemmus globiceps är en insektsart som beskrevs av Andrej Vasiljevitj Gorochov 2001. Loxoblemmus globiceps ingår i släktet Loxoblemmus och familjen syrsor. Inga underarter finns listade i Catalogue of Life.